# Прагал
Прагал (порт. Pragal)  —  бывший район (фрегезия) в Португалии,  входит в округ Сетубал. Является составной частью муниципалитета  Алмада. Находится в составе крупной городской агломерации Большой Лиссабон. По старому административному делению входил в провинцию Эштремадура. Входит в экономико-статистический  субрегион Полуостров Сетубал, который входит в Лиссабонский регион. Население составляло 7721 человек на 2001 год. Занимает площадь 2,21 км². В ходе административной реформы 2013 года был объединен с районами (фрегзиями) Алмада, Кова да Пьедаде и Касильяш с образованием Союза фрегзий Алмада, Кова да Пьедаде, Касильяш и Прагал.
Покровителем района считается Дева Мария (порт. Maria).